# Ormia nocturna
Ormia nocturna là một loài ruồi trong họ Tachinidae.